# Église Saint-Pierre du Mesnil-Aubert
Pour les articles homonymes, voir Église Saint-Pierre.
L'église Saint-Pierre du Mesnil-Aubert est un édifice catholique, du XIIe siècle, qui se dresse sur le territoire de la commune française du Mesnil-Aubert, dans le département de la Manche, en région Normandie.
L'église est classée aux monuments historiques.

## Localisation
L'église Saint-Pierre est située sur la commune du Mesnil-Aubert, dans le département français de la Manche.

## Description
L'église du XIIe siècle, en partie romane, a conservé une partie de ses baies d'origines, son portail, les arcs-doubleaux qui supportent la tour. Les voûtes du chœur datent du XIVe siècle. La chapelle seigneuriale du XVe siècle a été transformée en sacristie. L'édifice abrite de belles fresques murales du XIIIe au XVIe siècle mises au jour en 1984.

## Protection aux monuments historiques
L'église avec ses peintures murales est classée au titre des monuments historiques par arrêté du 9 juillet 1990.